# Musique rebelle irlandaise
En Irlande, une chanson rebelle est une chanson folklorique portant sur la lutte contre les Britanniques.   

## Histoire
La tradition de la musique rebelle en Irlande remonte à plusieurs siècles, traitant d'événements historiques, des difficultés de vivre sous une domination britannique oppressive, mais aussi de forts sentiments de solidarité, de loyauté, de détermination. Une partie de ce répertoire porte sur des figures de la lutte contre l'occupation anglaise puis britannique.  
Depuis la partition du pays, une part importante du répertoire est consacrée à la cause nationaliste en Irlande du Nord, y compris le soutien à l'IRA et au Sinn Féin. Cependant, le sujet ne se limite pas à l'histoire irlandaise et comprend les exploits des brigades irlandaises qui ont combattu pour le camp républicain pendant la guerre civile espagnole, ainsi que celles qui ont combattu pendant la guerre civile américaine. Il y a aussi des chansons qui expriment la tristesse de la guerre (du point de vue républicain), comme Only our rivers run free.   

## Liste d'artistes notables
- Black 47
- Charlie et les Bhoys
- The Clancy Brothers
- The Dubliners
- Go Lucky Four
- David Kincaid
- Christy Moore
- Dermot O'Brien
- Seanchai et l'équipe de l'unité
- Shebeen
- Tuan
- Derek Warfield [1]
- The Wolfe Tones [2]
- The Wolfhounds [3]
- Young Dubliners
- The Irish Brigade
- Declan Hunt
- Bik McFarlane
- Gary Óg
- Padraig Mór